# Гіаліновий хрящ

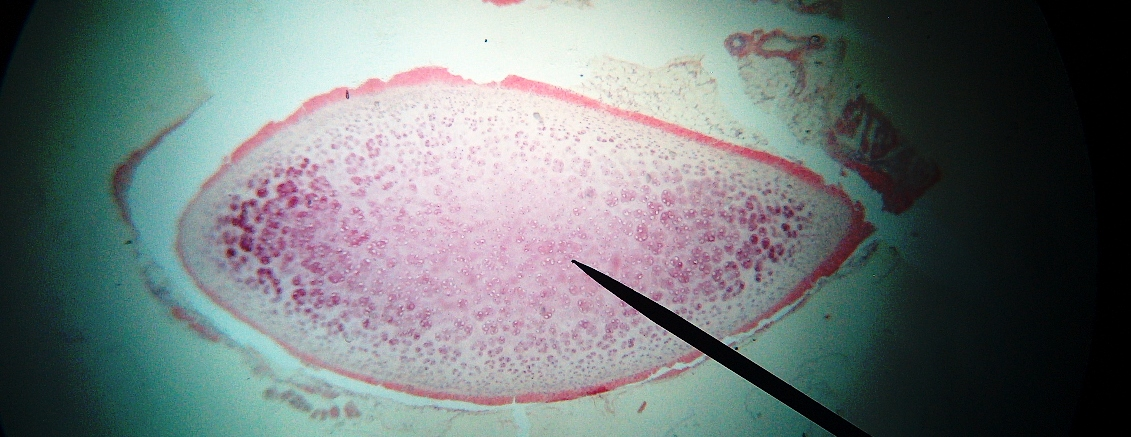

Гіаліновий (склоподібний) хрящ (лат. cartilago hyalinis) — міцний і пружний хрящ, склоподібний через вміст в ньому гомогенної основної речовини, багатої протеогліканами. Містить значну кількість міжклітинної речовини, тому розташований там, де особливо важливими є міцність і пружність. Гіаліновий хрящ є складовою суглобових і реберних хрящів, а також хрящів носа, гортані, епіфіза довгих трубчастих кісток, хрящів трахеї і бронхів.
Гіаліновим хрящем вкрита суглобова поверхня епіфізів. Він забезпечує підгонку дотичних суглобових поверхонь, амортизацію, зменшує тертя зчленованих суглобових поверхонь. Товщина хряща залежить від функціонального навантаження на нього і в різних суглобах коливається від 1 до 7 мм.

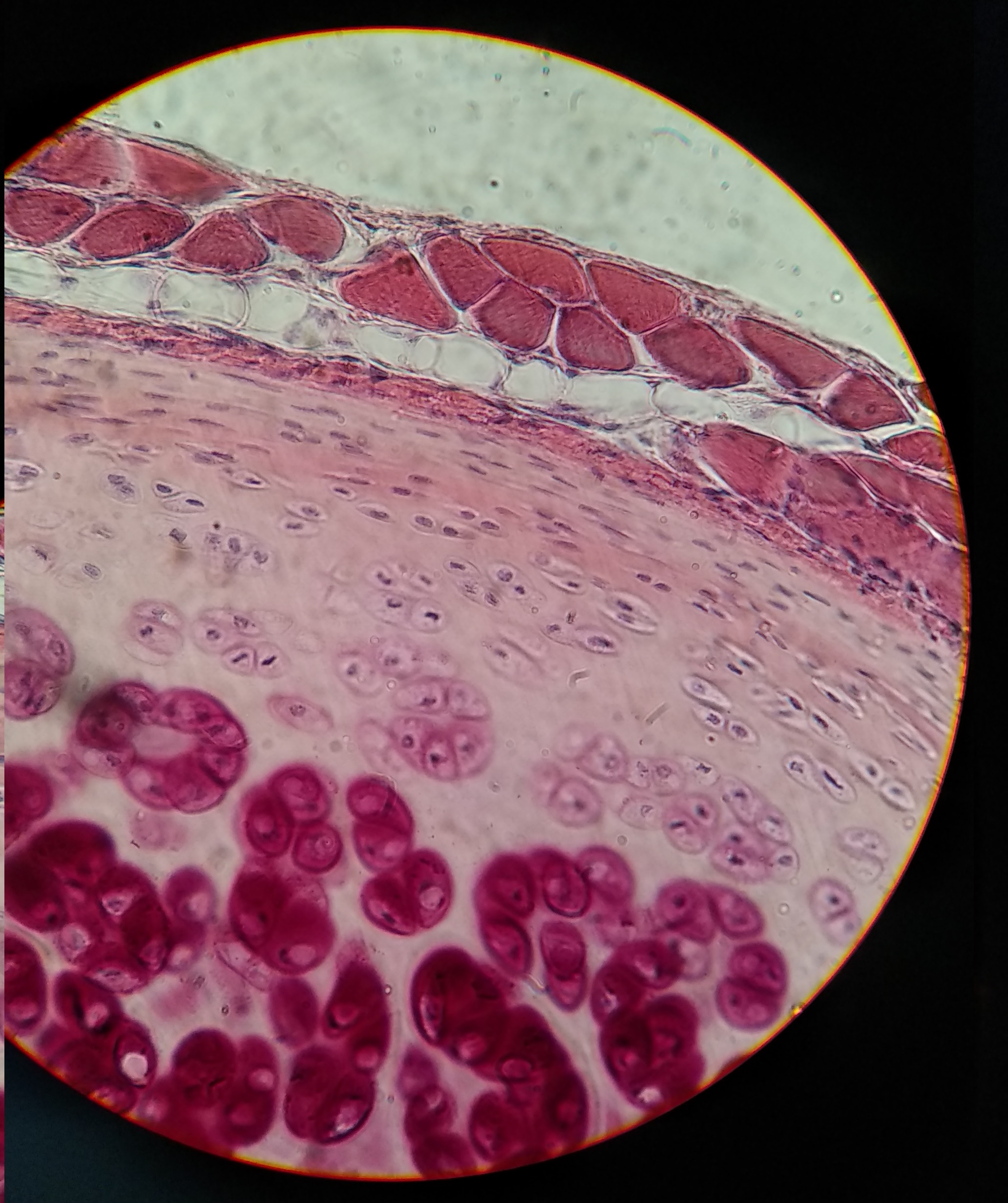
Гіаліновий хрящ ребра кроля (препарат забарвлений гематоксиліном та еозином)

За своїми фізико-хімічними властивостями гіаліновий хрящ складається з гелю, що містить 70-80 % води, 10-15 % органічних речовин і 4-7 % мінеральних солей. Суглобова поверхня хряща гладка і в умовах норми зволожена синовіальною рідиною. Хрящ не має власної судинної мережі і нервів та харчується, переважно, з суглобової рідини.

### відео
- Лекція - Хрящові тканини на YouTube 19 бер. 2022 р., 41"14'